# Martin Poljovka
Martin Poljovka (Banská Bystrica, 9 gennaio 1975) è un ex calciatore slovacco, di ruolo difensore.

## Carriera

### Club
Ha giocato tutta la carriera nel campionato slovacco.

### Nazionale
Ha collezionato 2 presenze con la maglia della propria Nazionale.